# تشارلز إدوارد بيكيت
تشارلز إدوارد بيكيت (بالإنجليزية: Charles Edward Beckett)‏ هو عسكري جنوب أفريقي، ولد في 1849، وتوفي في 1925 في Fort Augustus ‏ في المملكة المتحدة.